# 16 de septiembre

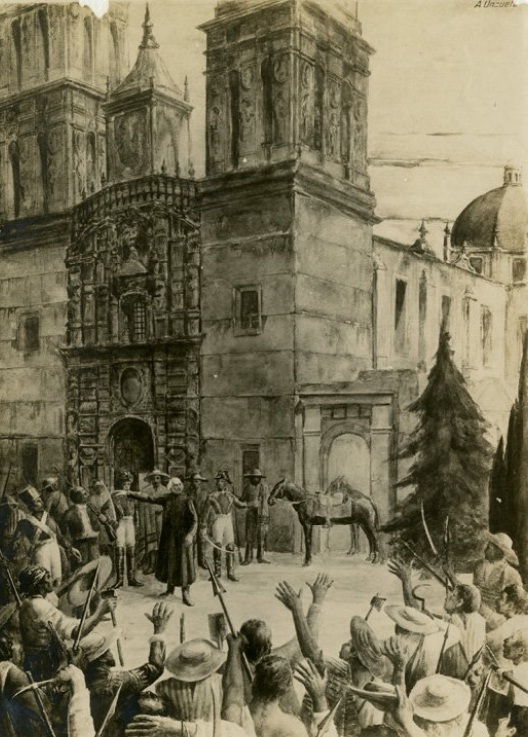
Grito de Dolores de Independencia de México en la madrugada del 16 de septiembre de 1810

El 16 de septiembre es el 259.º (ducentésimo quincuagésimo noveno) día del año el 260.º (ducentésimo sexagésimo) en los años bisiestos en el calendario gregoriano. Quedan 106 días para finalizar el año.

## Acontecimientos
- 307: el emperador Valerio Severo es capturado y encarcelado en Tres Tabernae, más tarde es ejecutado (u obligado a suicidarse) después de que Galerio invadiera Italia sin éxito.
- 681: el papa Honorio II es excomulgado póstumamente por el Sexto Concilio Ecuménico.
- 1224: en Italia, Francisco de Asís declara haber recibido los estigmas o heridas de la pasión de Jesucristo.
- 1320: el obispo Berenguel de Landoria ordena el asesinato de once representantes de la burguesía de Santiago de Compostela que habían ido a negociar con él en el Castillo de la Peña Blanca en Padrón.
- 1380: ascenso al trono del rey de Francia Carlos VI.
- 1400: Owain Glyndŵr es declarado Príncipe de Gales por sus seguidores.
- 1410: en el contexto de la campaña de Granada, Fernando I de Aragón conquista la ciudad de Antequera.
- 1492: en el océano Atlántico, las dos carabelas y el nao de Cristóbal Colón llegan a una amplia extensión cubierta de algas que después sería denominada Mar de los Sargazos.
- 1795: en Sudáfrica, Gran Bretaña captura Ciudad del Cabo.

- 1810: en el pueblo de Dolores (México), el cura Miguel Hidalgo convoca a una lucha armada en contra de la dominación española, en un acto conocido como el Grito de Dolores y el cual da inicio a la Independencia de México.

- 1816: en la provincia de Buenos Aires ocurre un tornado.[1]

- 1856: cerca de Tipitapa (Nicaragua), en la hacienda San Ildefonso muere de dos machetazos perpetrados por un sabanero, el filibustero estadounidense Byron Cole, dos días después de la derrota de sus tropas en la Batalla de San Jacinto.
- 1908: en los Estados Unidos, Billy Durant funda la empresa de automóviles General Motors.
- 1920: en los Estados Unidos, se produce el Atentado de Wall Street en que fallecen 38 personas y casi 400 heridos. Es el primer atentado con coche bomba.
- 1937: en Ginebra, Suiza, el presidente del gobierno de la República Española Juan Negrín pronuncia un discurso ante la Sociedad de Naciones, denunciando la intervención de Italia y Alemania en la Guerra civil española en favor del bando sublevado.
- 1939: termina la Batalla de Jaljin Gol con una decisiva victoria soviética sobre las fuerzas de Japón.
- 1940: se crea la Universidad de Colima, fundada por el presidente Lázaro Cárdenas
- 1941: en Venezuela, es fundado el diario Últimas Noticias.
- 1955: en Argentina, los militares derrocan al gobierno de Juan Domingo Perón, dentro de la autodenominada "Revolución Libertadora".
- 1957: en el área de pruebas atómicas de Nevada (a unos 100 km al noroeste de la ciudad de Las Vegas), a las 4:50 (hora local), Estados Unidos detona a 460 m bajo tierra su bomba atómica Newton, de 12 kilotones. Es la bomba n.º 113 de las 1132 que Estados Unidos detonó entre 1945 y 1992.
- 1961: en un pozo artificial, a 98 metros bajo tierra, en el Sitio de pruebas atómicas de Nevada, a las 11:45 (hora local) Estados Unidos detona su bomba atómica n.º 198, Shrew, de 2.6 kilotones.
- 1973: en el Estadio Chile (actualmente Estadio Víctor Jara, en Santiago de Chile), agentes de la dictadura de Pinochet torturan y asesinan al cantautor Víctor Jara.
- 1975: Papúa Nueva Guinea se independiza de Australia.
- 1976: en La Plata (Argentina) sucede la Noche de los Lápices; varios estudiantes de secundaria que luchaban por la implementación del boleto estudiantil gratuito son secuestrados, torturados y asesinados por agentes de la dictadura.[2]
- 1982: en Líbano suceden las Matanzas de Sabra y Chatila; falangistas cristianos con apoyo israelí asesinan a miles de civiles.
- 1987: se firma el Protocolo de Montreal relativo a las sustancias que agotan la capa de ozono.
- 1998: en Valencia se crea la Academia Valenciana de la Lengua.
- 2011: Resolución 2009 del Consejo de Seguridad de las Naciones Unidas es adoptada.
- 2015: en Chile se registra un terremoto de 8,4, acompañado de réplicas y un tsunami que dejan 22 fallecidos y numerosos damnificados.
- 2015: en Guatemala, el Congreso elige como vicepresidente de la República a Juan Alfonso Fuentes Soria.
- 2020: La familia de videoconsolas portátiles Nintendo 3DS cesa su producción tras 9 años de actividad.
- 2021: Arriba a la II Brigada Aérea (Argentina) de Paraná la primera aeronave del Sistema de Armas Beechcraft C-12 Huron (TC 117). El primero de doce unidades adquiridas en EEUU. Estas unidades se utilizaran en el Curso de Estandarización de Procedimientos para Aviadores de Transporte (CEPAT) y en funciones de enlace de las distintas brigadas aéreas.[3]

## Nacimientos
- 18: Julia Drusilla, hija romana de Germánico (f. 38).
- 508: Yuan Di, emperador de la dinastía Liang (f. 555).
- 1076: Diego Rodríguez, hijo del Cid Campeador (f. 1097).
- 1295: Elizabeth de Clare, noble inglesa (f. 1360).

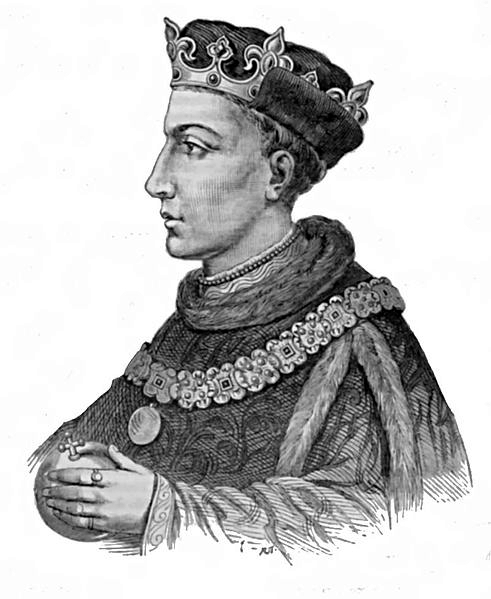
Enrique V?.

- 1387: Enrique V, rey inglés (f. 1422).
- 1462: Pietro Pomponazzi, filósofo italiano (f. 1525)
- 1507: Jiajing, emperador de China (f. 1567).
- 1541: Walter Devereux, primer conde de Essex, noble inglés (f. 1576).
- 1557: Jacques Mauduit, compositor francés (f. 1627).
- 1615: Heinrich Bach, organista y compositor alemán (f. 1692).
- 1625: Gregorio Barbarigo, santo, cardenal católico, diplomático y académico italiano (f. 1697).
- 1651: Engelbert Kaempfer, médico y botánico alemán (m. 1716).
- 1666: Antoine Parent, matemático y teórico francés (m. 1716)
- 1678: Henry St John, primer vizconde de Bolingbroke, filósofo y político inglés, secretario de Estado del Departamento del Sur (m. 1751).
- 1716: Angelo Maria Amorevoli, tenor y actor italiano (f. 1798).
- 1722: Gabriel Christie, general escocés-canadiense (m. 1799).
- 1725: Nicolas Desmarest, geólogo, zoólogo y autor francés (m. 1815)
- 1736: Johannes Nikolaus Tetens, matemático y filósofo alemán (f. 1807).
- 1744: Fabrizio Ruffo, cardenal y político italiano sanfedista (f. 1827).
- 1777: Nathan Mayer Rothschild, banquero británico (f. 1836).
- 1810: Sidney Herbert, político británico, aliado y consejero de la enfermera Florence Nightingale (f. 1861).
- 1827: Jean Albert Gaudry, geólogo francés (f. 1908).
- 1829: Manuel Tamayo y Baus, escritor español (f. 1898).
- 1851: Emilia Pardo Bazán, escritora española (f. 1921).
- 1853: Albrecht Kossel, médico alemán, premio nobel de medicina en 1910 (f. 1927).
- 1858: Andrew Bonar Law, primer ministro británico (f. 1923).
- 1859: Yuan Shikai, militar y político chino (f. 1916).
- 1863: Marjan Raciborski, botánico, taxónomo y fitogeógrafo polaco (f. 1917).
- 1873: Ricardo Flores Magón, revolucionario y anarquista mexicano (f. 1922).
- 1873: Víctor Guardia Quirós, abogado y escritor costarricense (f. 1959).
- 1873: Belisario Roldán, político y periodista argentino (f. 1922).
- 1877: Julián Juderías, historiador y periodista español (f. 1918).
- 1878: Karl Albiker, escultor y litógrafo alemán (f. 1961).
- 1880: Alfred Noyes, escritor británico (f. 1958).
- 1880: Salvador Alvarado Rubio, militar y estadista mexicano  (f. 1924).
- 1882: Ricardo Rojas, escritor y profesor nacionalista argentino (f. 1957).
- 1886: Jean Arp, escultor francoalemán (f. 1966).
- 1887: Nadia Boulanger, Musicologa Francesca, madre de la música moderna (f. 1979)
- 1888: Frans Eemil Sillanpää, escritor finlandés, premio nobel de literatura en 1939 (f. 1964).
- 1888: Raúl Madero, ingeniero, militar y político mexicano (f. 1982).
- 1890: Enrique Finot, historiador, escritor y diplomático hispanista boliviano (f. 1952).
- 1891: Karl Dönitz, almirante alemán (f. 1980).
- 1891: Miguel M. Acosta Guajardo, militar y político mexicano (f. 1947).
- 1893: Albert von Szent-Györgyi Nagyrápolt, fisiólogo húngaro, premio nobel de medicina en 1937 (f. 1986).
- 1893: Alexander Korda, cineasta húngaro (f. 1956).
- 1898: Louis Jacquinot, general y político francés (f. 1993).
- 1900: Iván Máslennikov, militar soviético (f. 1954)
- 1905: Vladimír Holan, poeta checo (f. 1980)
- 1906: Jacques Brunius, actor francés (f. 1967).
- 1908: Pedro Geoffroy Rivas, poeta, antropólogo y lingüista salvadoreño (f. 1979).
- 1908: Friedrich Torberg, escritor y editor austro-checo (n. 1979).
- 1909: Julio Esteban Suárez, caricaturista, historietista y periodista uruguayo (f. 1965).
- 1910: Else Alfelt, pintora danesa (f. 1974).
- 1910: Karl Kling, piloto de carreras alemán (f. 2003).
- 1918: Carole Lynne, actriz británica (f. 2008).
- 1919: Laurence J. Peter, pedagogo canadiense (f. 1990).
- 1920: Hannie Schaft, partisana neerlandesa (f. 1945).
- 1921: Jon Hendricks, cantante y letrista de música jazz estadounidense (f. 2017).
- 1921: Jorge, historietista español (f. 1960).
- 1922: Guy Hamilton, cineasta británico (f. 2016).
- 1922: Tatiana Sumarokova, aviadora soviética, Heroína de la Federación de Rusia (f. 1997).
- 1923: Lee Kuan Yew, primer Jefe de Gobierno de Singapur (f. 2015).
- 1924: Lauren Bacall, actriz estadounidense (f. 2014).
- 1925: Odón Betanzos, periodista español (f. 2007).
- 1925: Charlie Byrd, músico estadounidense de jazz (f. 1999).
- 1925: Charles Haughey, político irlandés (f. 2006).
- 1925: B. B. King, músico estadounidense (f. 2015).
- 1927: Peter Falk, actor estadounidense (f. 2011).
- 1927: Alison de Vere, directora de animación británica (f. 2001).
- 1928: Diego Catalán, filólogo español (f. 2008).
- 1930: Ken Coates, escritor británico (f. 2010).
- 1930: Anne Francis, actriz estadounidense (f. 2011).

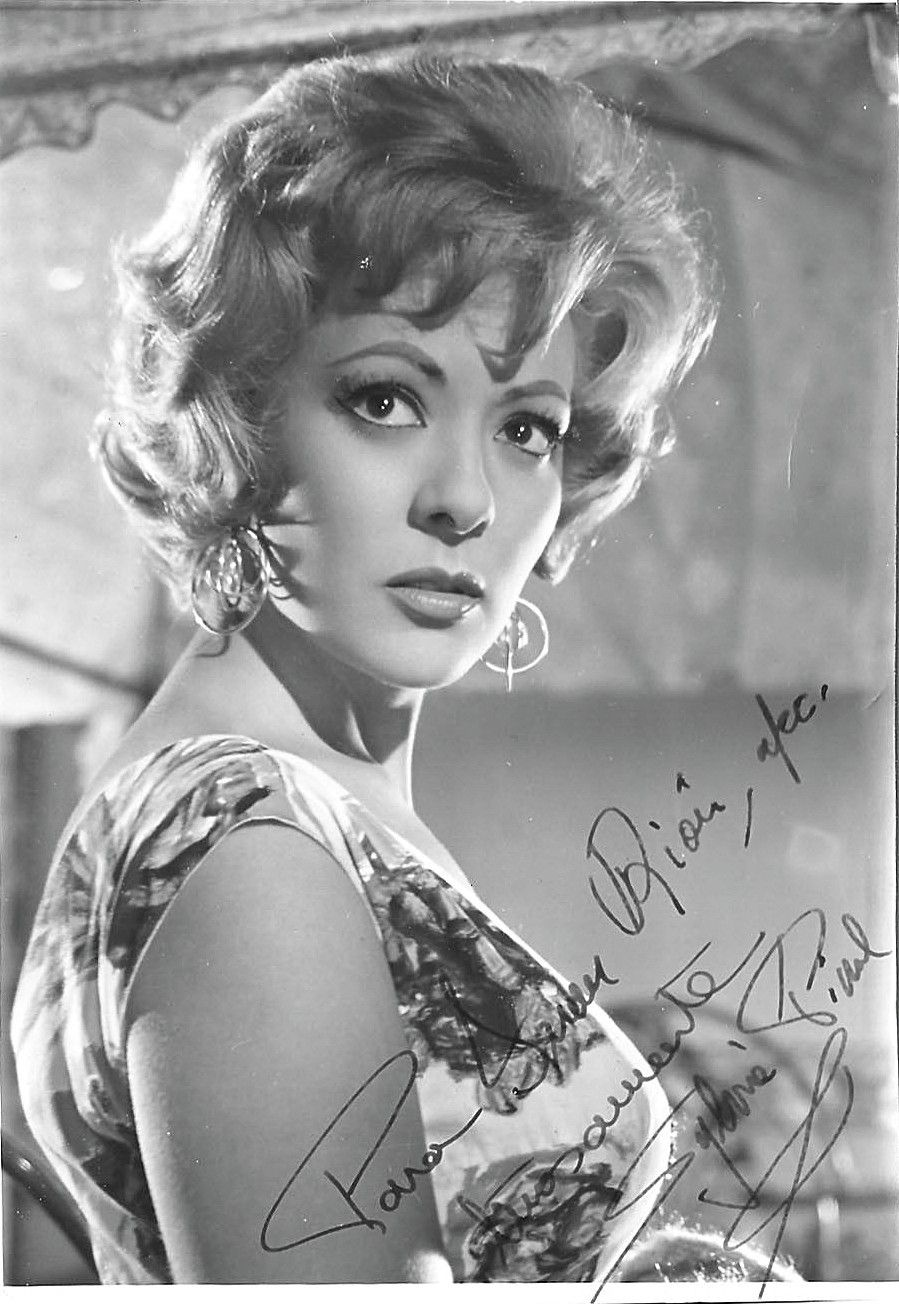
Silvia Pinal

- 1931: Silvia Pinal, actriz, productora y política mexicana (f. 2024).
- 1934: Elgin Baylor, baloncestista estadounidense (f. 2021).
- 1934: George Chakiris, actor estadounidense.
- 1934: Ronnie Drew, cantante y compositor irlandés (f. 2008).
- 1935: Carl Andre, escultor estadounidense.
- 1935: Benito Joanet, futbolista y entrenador español (f. 2020).
- 1936: Juhayman al-Otayb, militante y activista saudita (f. 1980).
- 1937: Carlos Spadone, empresario y político argentino.
- 1939: Breyten Breytenbach, escritor sudafricano.
- 1940: Pedro Saad Herrería, periodista ecuatoriano (f. 2014).
- 1941: Jim McBride, cineasta estadounidense.
- 1942: Bernie Calvert, músico británico de la banda The Hollies.
- 1943: Andrés Vicente Gómez, productor de cine español.
- 1943: Oskar Lafontaine, político alemán.
- 1943: Keiichi Noda, seiyū japonés.
- 1945: Jörg Grunert, geógrafo y geomorfólogo alemán.
- 1945: Biagio Marzo, político y periodista italiano.
- 1945: Tanguito, músico y compositor argentino (f. 1972).
- 1946: Camilo Sesto, mùsico, cantautor, productor e intérprete español (f. 2019).
- 1946: Óscar Golden, cantante colombiano (f. 2008).
- 1947: Enrique Krauze, editor, historiador y ensayista mexicano.
- 1948: Rosemary Casals, tenista estadounidense.
- 1948: Kenney Jones, músico británico de las bandas Small Faces y The Who.
- 1948: Susan Ruttan, actriz estadounidense.

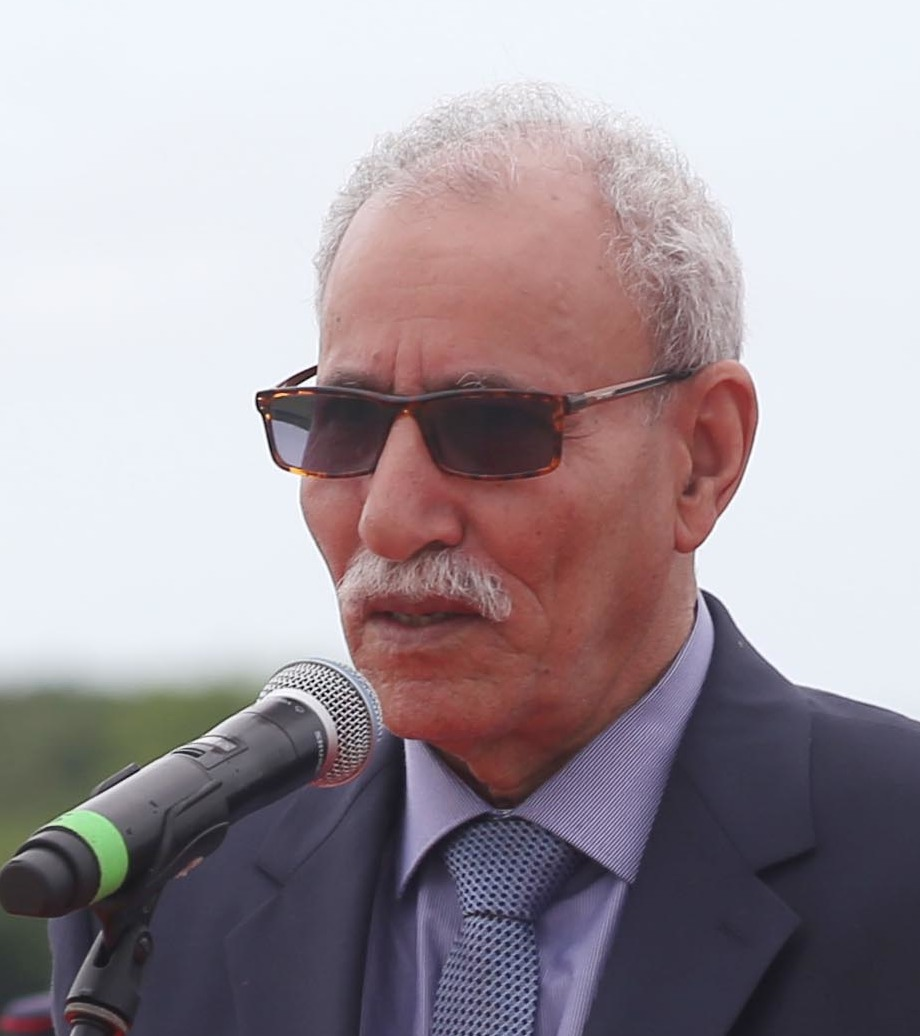
Brahim Gali

- 1949: Chrisye, cantante indonesio (f. 2007).
- 1949: Brahim Gali, político saharaui, Presidente de la República Árabe Saharaui Democrática desde 2016.
- 1950: Loyola de Palacio, política española (f. 2006).
- 1952: Miguel Sanz, político español.
- 1952: Mickey Rourke, actor estadounidense.
- 1953: Nancy Huston, escritora canadiense.
- 1953: Manuel Pellegrini, futbolista y entrenador chileno.
- 1953: Kurt Fuller, actor estadounidense.
- 1954: Earl Klugh, guitarrista estadounidense.
- 1955: Yolandita Monge, cantante y actriz puertorriqueña.
- 1956: David Copperfield, ilusionista estadounidense.
- 1957: Falcão, cantante y músico brasileño.
- 1957: Pierre Moscovici, político francés.
- 1957: Assumpta Serna, actriz española.
- 1957: Hideo Higashikokubaru, actor y político japonés.
- 1958: Jennifer Tilly, actriz estadounidense.
- 1958: Willy Wilhelm, yudoca neerlandés.

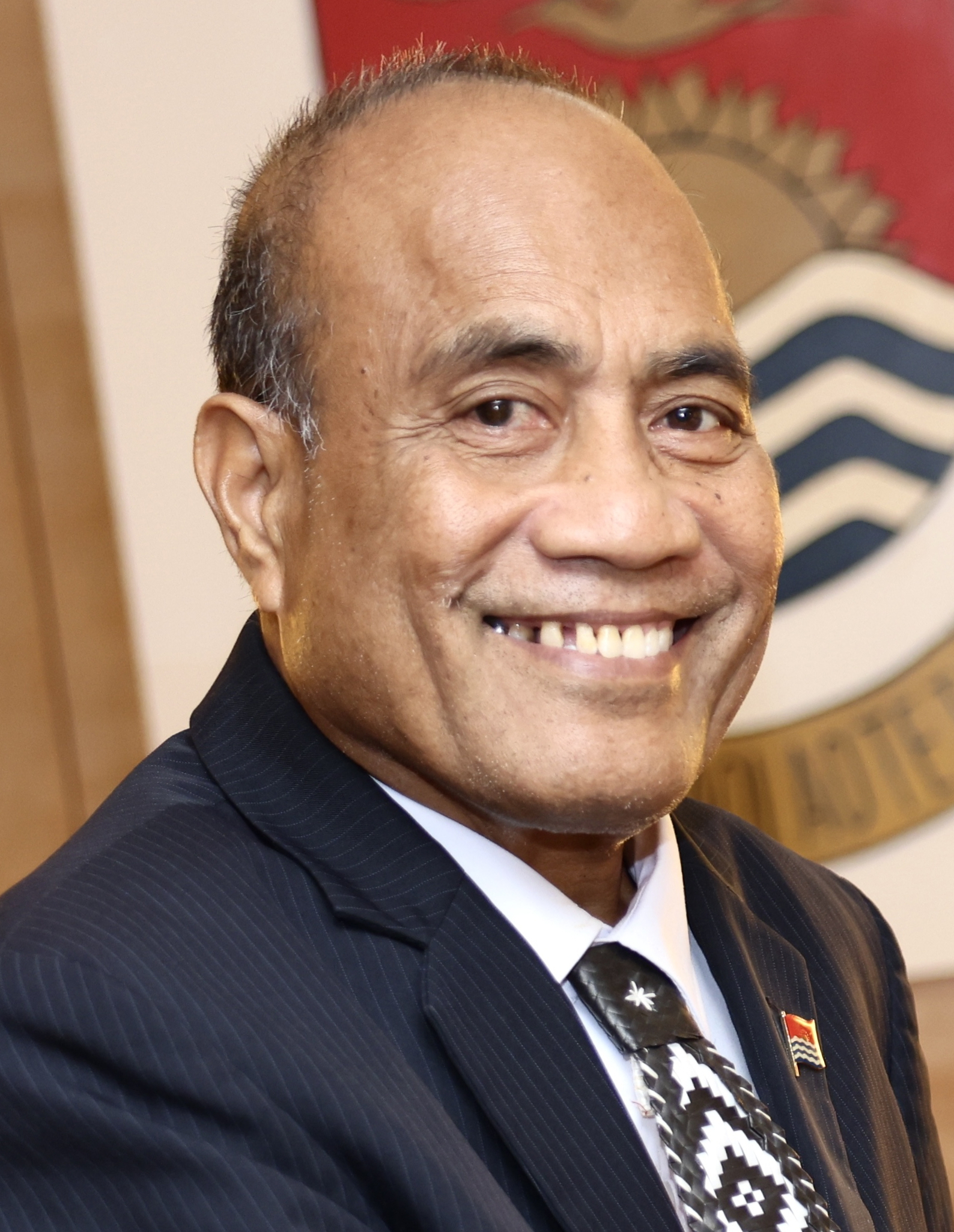
Taneti Maamau

- 1960: Danny John-Jules, actor británico.
- 1960: Hugo Varela, actor y humorista argentino.
- 1960: Taneti Maamau, político kiribatiano, Presidente de Kiribati desde 2016.
- 1961: Iñaki Uranga, cantante español.

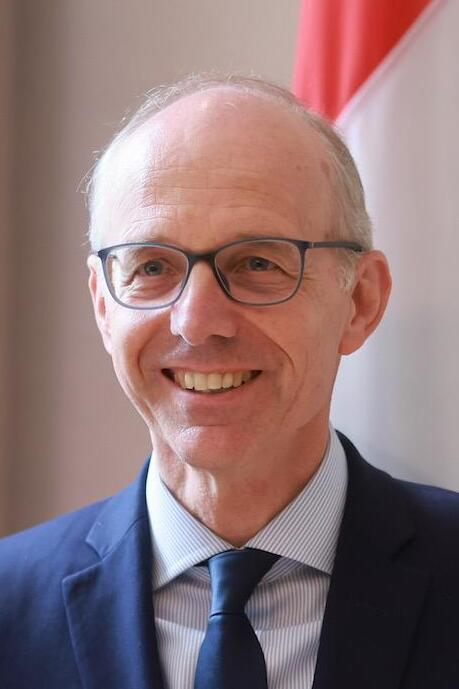
Luc Frieden

- 1963: Richard Marx, compositor y cantante estadounidense.
- 1963: Rafael Reig, escritor español.
- 1963: Luc Frieden, político, empresario y abogado luxemburgués, primer ministro de Luxemburgo desde 2023.
- 1964: Molly Shannon, actriz estadounidense.
- 1965: Karl-Heinz Riedle, futbolista alemán.
- 1965: Jasmin Roy, actor canadiense.
- 1966: Raúl Magaña, actor y conductor mexicano.
- 1966: Jacob Morild, actor y cineasta danés.
- 1966: Stéphane Traineau, yudoca francés.
- 1966: Kevin Young, atleta estadounidense.
- 1966: David Ethève, músico francés (f. 2016).
- 1967: Yayo Águila, actriz filipina.
- 1967: Daniele Balli, futbolista italiano.
- 1968: Rafael Alkorta, futbolista español.
- 1968: Marc Anthony, cantante puertorriqueño.
- 1968: Apti Magomedov, yudoca moldavo.
- 1968: Tommy Keane, futbolista irlandés (f. 2012).
- 1969: Hernán Cristante, futbolista argentino.
- 1969: Justine Frischmann, cantante y guitarrista británica.
- 1969: Janno Gibbs, actor y cantante filipino.
- 1969: Arno van Zwam, futbolista neerlandés.
- 1969: Carlos Tarque, cantante español.
- 1970: Kunio Nagayama, futbolista japonés.
- 1971: Amy Poehler, comediante y actriz estadounidense.
- 1972: Sprent Dabwido, político y presidente de Nauru (f. 2019).
- 1972: Erik Mana, mago y mentalista filipino.
- 1973: Nguyen Ngoc Bich Ngan, actriz y escritora vietnamita-canadiense.
- 1973: Luis Larrodera, periodista español.
- 1973: Alexander Vinokourov, ciclista kazajo.
- 1974: Mario Haas, futbolista austriaco.
- 1975: Deborah de Corral, cantante y conductora argentina.
- 1975: Gal Fridman, windsurfista israelí.
- 1975: Samanta Villar, periodista española.
- 1975: Candra Wijaya, jugador indonesio de bádminton.
- 1975: Toks Olagundoye, actriz nigeriana.
- 1975: Antonio Hortelano, actor español.
- 1975: Armando Sá, futbolista mozambiqueño.
- 1975: Miguel de Souza Carballo, futbolista uruguayo.
- 1976: Tina Barrett, cantante, actriz y bailarina británica de la banda S Club 7.
- 1976: Greg Buckner, baloncestista estadounidense.
- 1976: Leire Pajín, política española.
- 1976: Mónica Carrillo, periodista española.
- 1976: Luis Fernando Centi, futbolista italiano.
- 1976: Adel Chedli, futbolista franco-tunecino.
- 1978: Dan Dickau, baloncestista estadounidense.
- 1978: Laureano Olivares, actor venezolano.
- 1978: Carolina Dieckmann, actriz brasileña.
- 1978: Esteban González, futbolista argentino.
- 1978: Miguel Ángel Lozano, futbolista español.
- 1978: Suad Fileković, futbolista esloveno.
- 1978: Masaya Nishitani, futbolista japonés.
- 1978: Ebrahim Mirzapour, futbolista iraní.
- 1979: Fanny Biascamano, cantante francesa.
- 1979: Ava Addams, actriz pornográfica estadounidense nacida en Gibraltar.
- 1979: Aileen Celeste Gómez, actriz y modelo venezolana.
- 1979: Flo Rida (Tramar Dillard), rapero estadounidense.
- 1979: Keisuke Tsuboi, futbolista japonés.
- 1980: Kitchie Nadal, cantautora filipina de la banda Mojofly.
- 1980: Radoslav Zabavník, futbolista eslovaco.
- 1981: Daniel Martín Alexandre, futbolista español.
- 1981: Fan Bingbing, actriz, cantante y productora china.
- 1981: Alexis Bledel, actriz estadounidense.
- 1981: Lee Jin-wook, actor surcoreano.
- 1982: Anselmo Vendrechovsky Júnior, futbolista brasileño.
- 1982: Ramón Ramírez, beisbolista venezolano.
- 1982: Derrick Carter, futbolista guyanés.
- 1982: Jeffrey Sneijder, futbolista neerlandés.
- 1982: Marián Had, futbolista eslovaco.
- 1982: Leon Britton, futbolista inglés.
- 1983: Katerine Avgoustakis, cantante belga de ascendencia griega.
- 1983: Marina San José, actriz española.
- 1984: Sabrina Bryan, actriz y cantante estadounidense.
- 1984: Katie Melua, cantante georgiana.
- 1984: Jorge Zaldívar, futbolista hondureño.
- 1984: Christie Lee, actriz pornográfica canadiense.
- 1985: Madeline Zima, actriz estadounidense.
- 1985: Fábio Santos Romeu, futbolista brasileño.
- 1985: Sandro Burki, futbolista suizo.
- 1985: Kenta Suzuki, futbolista japonés.
- 1986: Gordon Beckham, beisbolista estadounidense.
- 1986: Ian Harding, actor estadounidense.
- 1986: Farina Pao, actriz y cantante colombiana.
- 1986: Gaëtan Belaud, futbolista francés.
- 1986: Julián Estéban, futbolista suizo.
- 1986: Hossein Mahini, futbolista iraní.
- 1987: Daren Kagasoff, actor estadounidense.
- 1987: Louis Ngwat-Mahop, futbolista camerunés.
- 1987: Antal van der Duim, tenista neerlandés.
- 1987: Laura Dundovic, modelo australiana.
- 1987: Burry Stander, ciclista sudafricano (f. 2013).
- 1988: Darlan Cunha, actor brasileño.
- 1988: Jenny Scordamaglia, actriz, modelo, presentadora de televisión y productora estadounidense.
- 1988: Dimitrios Siovas, futbolista griego.
- 1988: Muzafer Ejupi, futbolista macedonio.
- 1988: Sliimy, cantante y compositor francés.
- 1989: Jorge Villafaña, futbolista estadounidense.
- 1989: Takuya Aoki, futbolista japonés.
- 1989: Yuki Abe, futbolista japonés.
- 1990: Hiroto Hatao, futbolista japonés.
- 1990: Antonia Göransson, futbolista sueca.
- 1990: Amedej Vetrih, futbolista esloveno.griego.
- 1992: Nick Jonas, cantautor estadounidense.
- 1992: Joseph Gyau, futbolista estadounidense.
- 1992: Mari Möldre, violonchelista estonia.
- 1992: Chase Stokes, actor estadounidense.
- 1993: Laura Rodríguez (actriz), es una actriz y modelo colombiana.
- 1993: Sam Byram, futbolista inglés.
- 1993: Takayuki Mae, futbolista japonés.
- 1994: Bruno Petković, futbolista croata.
- 1994: Aleksandar Mitrović, futbolista serbio.
- 1995: Aaron Gordon, baloncestista estadounidense.
- 1995: Paul Quaye, futbolista ghanés.
- 1997: Víctor Álvarez Rozada, futbolista español.
- 1997: Rasmus Byriel Iversen, ciclista danés.
- 1997: Guillermo Padula, futbolista uruguayo.
- 1998: Nil Cardoner, actor español.
- 1999: Fernanda Contreras, futbolista chilena.
- 1999: Nawaf Boushal, futbolista saudí.
- 1999: Shuto Okaniwa, futbolista japonés.
- 1999: Robert Shwartzman, piloto de automovilismo ruso-israelí.

## Fallecimientos
- 307: Flavio Valerio Severo depuesto emperador romano (asesinado) (n. siglo III).
- 655: Martín I papa italiano (n. 600).
- 1087: Víctor III, papa italiano (n. c. 1026).
- 1214: Diego López II de Haro, aristócrata español (n. c. 1152).
- 1343: Felipe de Évreux, rey de Navarra (n. 1306).
- 1380: Carlos V de Francia, rey de Francia (n. 1338).
- 1394: Clemente VII, primer antipapa del Gran Cisma de Occidente (1378-1394) (n. 1342).
- 1498: Tomás de Torquemada, inquisidor español (n. 1420).
- 1540: Enrique de Borja y Aragón, obispo y cardenal español (n. 1518).
- 1583: Catalina Jagellón, aristócrata finlandesa y reina de Suecia (n. 1526).
- 1574: Pedro Menéndez de Avilés, conquistador español de la Florida (n. 1519).
- 1607: María Estuardo, princesa de Inglaterra y Escocia (n. 1605).
- 1645: Juan Macías, religioso y santo dominico español, radicado en el Perú (n. 1585).
- 1672: Anne Bradstreet, poeta inglesa (n. 1612).
- 1701: Jacobo II, rey británico (n. 1633).
- 1702: Cipriano Barace, misionero jesuita español (n. 1641).
- 1736: Daniel Gabriel Fahrenheit, físico alemán (n. 1686).
- 1705: Farinelli, cantante italiano (n. 1705).
- 1803: Nicolas Baudin, explorador, cartógrafo e hidrógrafo francés (n. 1754).
- 1819: John Jeffries, médico y científico estadounidense (n. 1744).
- 1820: Marie Bigot, profesora de piano y compositora francesa (n. 1786)
- 1824: Luis XVIII, rey francés (n. 1755).
- 1856: Byron Cole, periodista y filibustero estadounidense (n. 1829).
- 1865: Christian Julius de Meza, militar danés (n. 1792).
- 1892: Gerónima Montealegre de Carranza, primera dama y filántropa costarricense (n. 1823).
- 1896: Carlos Gomes, músico brasileño (n. 1836).
- 1898: Ramón Emeterio Betances, político puertorriqueño (n. 1827).
- 1902: Manuel María Paz, fue un militar, cartógrafo, dibujante y pintor colombiano. (n. 1820).
- 1907: Julio Ruelas, pintor y grabador simbolista mexicano (n. 1870).
- 1911: Hishida Shunsō, pintor japonés (n. 1874).
- 1911: Edward Whymper, explorador británico (n. 1840).
- 1922: Gabriel Séailles, filósofo francés (n. 1852).
- 1925: Leo Fall, compositor austriaco de operetas (n. 1873).
- 1925: Aleksandr Fridman, matemático ruso (n. 1888).
- 1932: Ronald Ross, médico y entomólogo británico, premio nobel de medicina en 1902 (f. 1857).
- 1932: Millicent Lilian "Peg" Entwistle, actriz británica (n. 1908).
- 1936: Jean Baptiste Charcot, oceanógrafo y explorador francés (n. 1867).
- 1936: Cristóbal Colón y Aguilera, aristócrata español (n. 1878).
- 1943: Johan Ivar Liro, biólogo finlandés (n. 1872).
- 1944: Gustav Bauer, político alemán (n. 1870).
- 1945: John McCormack, cantante lírico irlandés (n. 1884).
- 1946: Mamie Smith, cantante estadounidense de jazz y blues (n. 1883).
- 1946: James Hopwood Jeans, astrónomo, matemático y físico británico (n. 1877).
- 1948: Manuel Arce y Ochotorena, cardenal español (n. 1879).
- 1950: Pedro de Córdoba, actor estadounidense (n. 1881).
- 1950: Nicolás Victoria Jaén (88), profesor, periodista y político conservador panameño (n. 1862).
- 1952: Vesta Tilley, actriz británica (n. 1864).
- 1962: Antonio Arráiz, poeta y novelista venezolano (n. 1903).
- 1965: Fred Quimby, productor estadounidense de cine (n. 1886).
- 1973: Víctor Jara, cantautor y director teatral chileno (n. 1932).
- 1974: Hipólito Atilio López, político argentino (n. 1929).
- 1974: Augusto Raúl Cortázar, académico argentino (n. 1910).
- 1977: Marc Bolan, cantante británico líder de la banda T. Rex (n. 1947).
- 1977: Maria Callas, soprano griega expatriada en los Estados Unidos (n. 1923).
- 1978: Semión Krivoshéin, militar soviético (n. 1899).
- 1980: Jean Piaget, psicólogo suizo (n. 1896).
- 1989: Willy Zielke, fotógrafo y director de cine alemán (n. 1902).
- 1990: Hildegard Baum Rosenthal, fotoperiodista suizo brasileña (n. 1913).
- 1991: Murilo Rubião, escritor y periodista brasileño (n. 1916).
- 1998: Armida de la Vara, escritora mexicana (n. 1926).
- 2002: James Gregory, actor estadounidense (n. 1911).
- 2004: Ramón Gabilondo, futbolista español (n. 1913).
- 2006: Xavier Valls, pintor español (n. 1923).
- 2006: Aníbal Vinelli, periodista y crítico de cine argentino (n. 1940).
- 2007: Robert Jordan, escritor estadounidense (n. 1948).
- 2010: Silo (Mario Rodríguez), escritor argentino (n. 1938).
- 2010: Helen Escobedo, escultora mexicana (n. 1934).
- 2011: Jordi Dauder, actor español (n. 1938).[4]
- 2011: Mario Wschebor, matemático uruguayo (n. 1939).
- 2012: Ragnhild, aristócrata noruega, hermana del rey Harald V (n. 1930).
- 2016: Carlo Azeglio Ciampi, político y banquero italiano (n. 1920).
- 2016: Edward Albee, dramaturgo estadounidense (n. 1928).
- 2016: Teodoro González de León, arquitecto y pintor mexicano (n. 1926).
- 2016: Gabriele Amorth, sacerdote italiano (n. 1925).
- 2020: Elsa Serrano, diseñadora de moda ítalo-argentina (n. 1947).
- 2021: Jane Powell, actriz estadounidense (n. 1929).
- 2021: Agustina Posse (46), actriz argentina de cine y televisión (n. 1974).
- 2022: Mahsa Amini, activista iraní (n. 1999).
- 2023: Tulio Hernández Gómez, político mexicano, Gobernador de Tlaxcala entre 1981 y 1987 (n. 1937).
- 2024: André Marín, periodista deportivo mexicano (n. 1972).

## Celebraciones
- Día Internacional de la Preservación de la Capa de Ozono.Un día como hoy de 1987 se firmó el Protocolo de Montreal para proteger la capa de ozono, que está siendo destruida por el calentamiento global. Esta capa funciona como una envoltura protectora natural de la Tierra.
- Día Internacional de la Cardiología Intervencionista. Dedicada a una rama de la medicina que aumenta la esperanza de vida y mejora la salud de las personas.
- Día Internacional de la Ciencia, la Tecnología y la Innovación para el Sur.[5]
- Día Internacional del Espeleólogo.[6]Celebración para reconocer la labor de quienes exploran y estudian las cavidades subterráneas, contribuyendo al conocimiento geológico y biológico.
- Día Mundial del Barbero (en inglés: World Barber Day).[7]Fundado en 2017 por los hermanos Hugh y Conor Mc Allister, propietarios de la cadena de barberías Grafton Barber en la República de Irlanda.
(No confundir con el Día Internacional de los Peluqueros y Barberos, que se celebra el 25 de agosto).

 Por países
(Por orden alfabético)
- Argentina:
  - Observancias relacionadas con la Noche de los Lápices[8]en Argentina:
    - Día de los Derechos de los Estudiantes Secundarios.[9]
    - Día Nacional de la Juventud.[9]

  - Se celebra en todo el país el Día del Almacenero.[10]A nivel nacional el Centro de Almaceneros, la Liga de Almaceneros y la Federación de Autoservicios, almacenes y polirubros, decidieron que en esta fecha se festeje y recuerde a todos estos trabajadores al servicio de la comunidad.
  - Recordación de El Pato, Deporte Nacional. Fue declarado así por el Decreto n.º 17.468 del 16 de septiembre de 1953 (hace ya 71 años, 10 meses y 25 días). Se juega entre dos equipos de cuatro jinetes cada uno. Los jugadores deben introducir una pelota de cuero con seis manijas dentro de un arco con una red de un metro de circunferencia en la punta.

- Estados Unidos:
  - Día del Mayflower (en inglés: Mayflower Day). Barco que zarpó desde Plymouth, Inglaterra, este día de 1620, con la primera comunidad de europeos que vivió en el Nuevo Mundo, en lo que hoy son los Estados Unidos de América.
  - Día de Conmemoración del Sendero de las Lágrimas (en inglés: Trail of Tears Commemoration Day). Para honrar la memoria de los nativos americanos que sufrieron durante las reubicaciones forzadas conocidas como el Sendero de las Lágrimas, cuando miles de nativos Cherokee y otras tribus fueron enviados a lo que hoy es Oklahoma.
  - Día Nacional del Guacamole (en inglés: Guacamole Day).

- Libia:
  - Día de los Mártires

- Malasia: 
  - Hari Merdeka (Día de la Independencia).
  - Día de las Fuerzas Armadas de Malasia.

- México:
  - Día de la Independencia.

- Papúa Nueva Guinea:
  - Día de la Independencia.

- San Cristóbal y Nieves:
  - Día de los Héroes Nacionales.

### Santoral católico

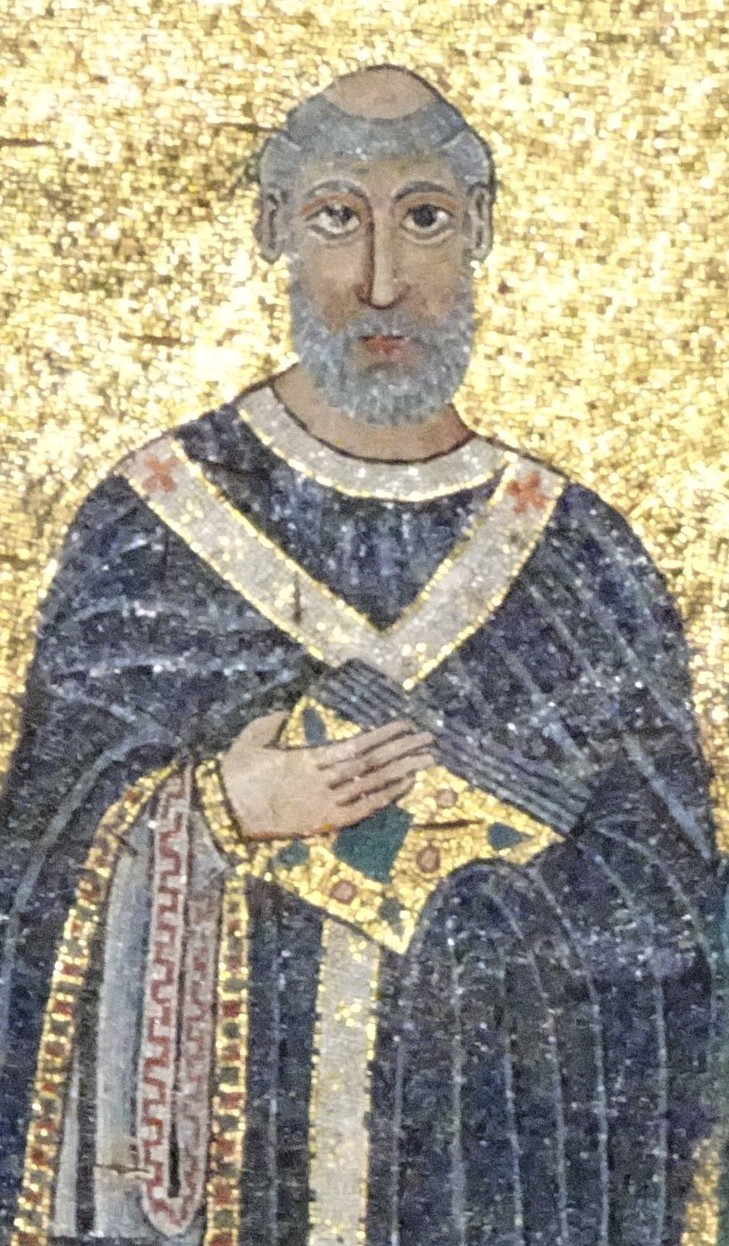
San Cornelio. Mosaico ubicado en el ábside de la basílica de Santa María en Trastevere (c.)

- Santos Cornelio y Cipriano, mártires (252 y 258).
- Santa Eufemia de Calcedonia, mártir (303).
- Santos Abundio de Soracte y compañeros, mártires (304).
- Santos Víctor, Félix, Alejandro y Papías de Roma, mártires.
- San Prisco de Nocera, obispo y mártir (s. IV).
- San Niniano de Cándida Casa, obispo (432).
- Santos Rogelio y Servideo de Córdoba, mártires (852).
- Santa Ludmila de Bohemia, mártir (921).
- Santa Edita de Vintonia, virgen (984).
- Beato Víctor III, papa (1087).
- San Vital de Savigny, abad (1122).
- San Martín de Sigüenza, abad y obispo (1213).
- Beato Ludovico Alemán, obispo de Arlés (1450).
- Beatos Domingo Shobioye, Miguel Timonoya y Pablo Timonoya, mártires (1628).
- San Juan Macías (1645).
- San Andrés Kim Taegòn, presbítero y mártir (1846).
- Beato Ignacio Casanovas, presbítero y mártir (1936).
- Beatos Laureano Fernet Caño, Benito Ferrer Jordá y Bernardino Martínez Robles, religiosos y mártires (1936).